# Parada (compositie)
Parada is een eendelige compositie van de Fin Magnus Lindberg.
Parada is een atypische compositie van Lindberg. De man staat altijd garant voor ragfijne muziek tegenover stevige blokken. In de opening van dit werk is daar niets van te vinden. De muziek doet eerder denken aan de symfonieën van Aulis Sallinen. Nevelige muziek in een constante dissonantie legt het fundament. Uiteraard ontbreken zijn stijliconen niet, maar de indruk over het gehele werk genomen is die van een rust. De componist wilde zelf een werk schrijven in een langzaam tempo, maar dat kwam er niet van. Het tempo is gemiddeld, maar de opbouw blijft voor rust zorgen. Lindberg verwees voor dit werk naar het openingsdeel van de vijfde symfonie van Jean Sibelius.
Het werk lijkt geschreven te zijn voor de hieronder genoemde discografie. Op het muziekalbum Sony BMG staan vier werken van de componist: Cantigas, zijn eerste Celloconcert, Parada en Fresco; de gehele compact disc is met speellengte van 79:38 vol. Wat die indruk bevestigt is dat de opnamen plaatsvonden op 16 tot en met 18 november 2001, terwijl de eerste uitvoering pas plaatsvond op 6 februari 2002. Het boekwerkje behorend bij de compact disc geeft ook een hint die kant op.
Opdrachtgevers voor het werk waren het onderstaande orkest, South Bank Centre, Societé Philharmonique Bruxelles, en The Anvil in Basingstoke voor een project genaamd Related Rocks – The Music of Magnus Lindberg in de winter 2001-2002. De website van FIMIC, de Finse muziekbibliotheek vermeldde dat het werk een onderdeel is van drieluik Feria-Parada-Cantigas. Feria is van 1997, Parada van 2001 en Cantigas van 1997-1999; het zou logisch(er) geweest zijn om die werken op die manier op een album te zetten. Feria is echter opgenomen door/voor een ander platenlabel.

## Orkestratie
- 2 dwarsfluiten waarvan nr. 2 ook piccolo, 2 hobo’s,1 althobo, 2 klarinetten , 1 basklarinet, 2 fagotten waarvan nr. 2 ook contrafagot;
- 4hoorns, 2 trompetten waarvan nr. 2 ook piccolotrompet, 3 trombones, 1 tuba’s;
- pauken
  - percussie I : vibrafoon, glockenspiel, bellenboom, triangel, spring coil, bekkens, middelgrote tamtam, bongo’s , grote trom;
  - percussie II: marimba, crotales, mark tree, bekkens, 4 tom-toms, grote tamtam,
- harp, piano met celesta
- violen, altviolen, celli, contrabassen.

## Discografie
- Uitgave Sony BMG: Philharmonia Orchestra o.l.v. Esa-Pekka Salonen